# Sorajja Esfandijari Bachtijari

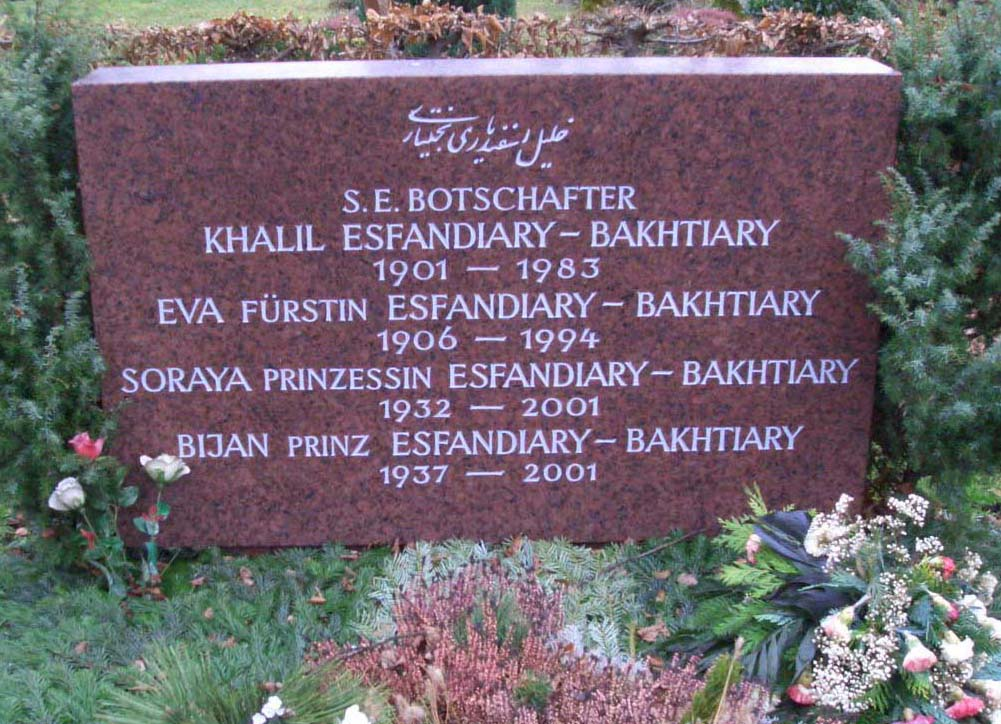
Nagrobek księżniczki na Cmentarzu Zachodnim w Monachium

Sorajja Esfandijari Bachtijari (pers. ‏ثریا اسفندیاری بختیاری‎, ur. 22 czerwca 1932 w Isfahanie, zm. 26 października 2001 w Paryżu) – księżniczka Iranu, druga żona ostatniego perskiego szacha Mohammada Rezy Pahlawiego.

## Życiorys
Była najstarszym dzieckiem i jedyną córką Chalila Esfandijari Bachtijariego z ludu Bachtiarów – irańskiego ambasadora w Republice Federalnej Niemiec – i jego niemieckiej żony Evy Karl.
12 lutego 1951 w Teheranie szach Iranu pojął ją za żonę. Na uroczystość ślubną zaproszonych zostało 1600 gości. Suknia ślubna została uszyta u Diora, do jej wykonania użyto 34 m srebrzystobiałej lamy, 20 tys. piór i 6 tys. brylantów.
Po głośnym rozwodzie z szachem w 1958, spowodowanym jej bezpłodnością, wyjechała do Europy. W Rzymie poznała producenta filmowego Dino De Laurentiisa i w 1965 wystąpiła w jego filmie Trzy twarze kobiety (wł. I tre volti).
Jej ostatni partner, włoski reżyser Franco Indovina, który dla niej zostawił żonę i dzieci, wkrótce (5 maja 1972) zginął w wypadku lotniczym na Sycylii.
Sorajja zmarła w niewyjaśnionych do końca okolicznościach w swoim apartamencie w Paryżu, w wieku 69 lat. Ceremonia pogrzebowa odbyła się 6 listopada 2001 w amerykańskiej katedrze w Paryżu. Została pochowana na Cmentarzu Zachodnim w Monachium w Niemczech.
W 2003 Lodovico Gasparini nakręcił film Soraya, oparty na jej biografii.